# El Toro (góra na Minorce)

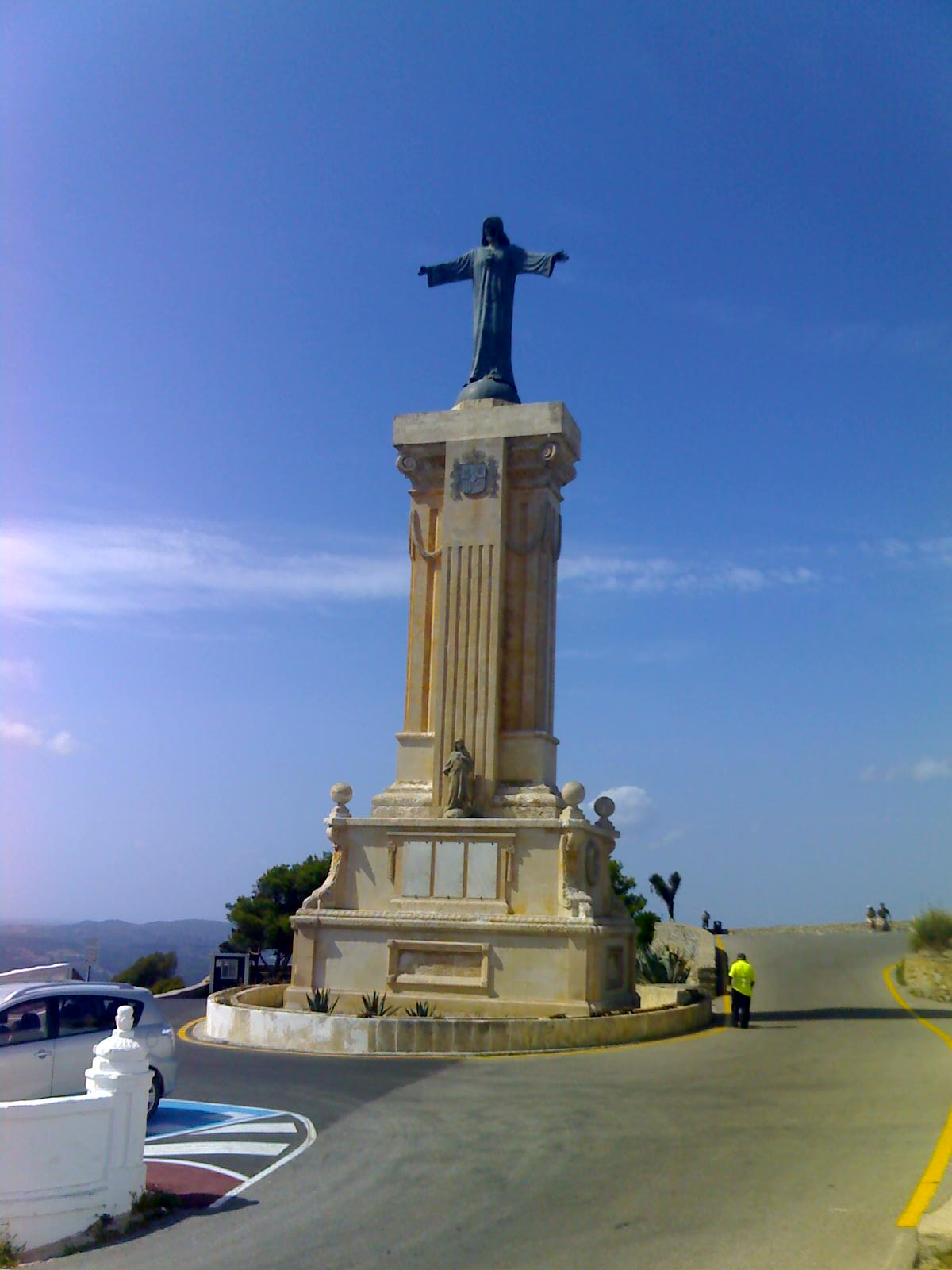
Szczyt El Toro

El Toro (hiszp. Monte Toro, 357 m n.p.m.) – najwyższy szczyt Minorki, zlokalizowany w centrum wyspy, w pobliżu miasta Es Mercadal, skąd prowadzi na górę kręta i stroma droga długości 3,2 km.
Ze szczytu, przy dobrej pogodzie można zobaczyć panoramę całej wyspy. Na górę od XVII wieku udawały się liczne pielgrzymki. Obecnie w strefie szczytowej zlokalizowane są następujące obiekty:
- resztki ruin klasztoru pielgrzymkowego augustianów z XVII wieku,
- monumentalna statua Chrystusa,
- kościół neoklasycystyczny i sanktuarium Mare de Déu del Toro[2],
- posterunek wojskowy[3].